# Bottiella
Bottiella is een geslacht van kreeftachtigen uit de klasse van de Malacostraca (hogere kreeftachtigen).

## Soorten
- Bottiella cucutensis (Pretzmann, 1968)
- Bottiella medemi (Smalley & Rodríguez, 1972)
- Bottiella niceforei (Schmitt & Pretzmann, 1968)